# Polaris Industries
Polaris Inc. (bis 2019 „Polaris Industries Inc.“) ist ein US-amerikanischer Fahrzeughersteller mit Sitz in Medina, Minnesota. Das Unternehmen wurde 1954 gegründet und ist vor allem für die Produktion von Schneemobilen und All Terrain Vehicles bekannt. Darüber hinaus stellt Polaris, zunächst unter der Marke Victory (bis 2017) und seit 2011 unter der wiederbelebten Marke Indian, Motorräder her.

## Geschichte
Polaris wurde von Edgar und Allan Hetteen sowie David Johnson gegründet und begann 1954 mit der Entwicklung und Herstellung von Schneemobilen. 1985 wurden ATV (All Terrain Vehicles) in die Produktpalette aufgenommen. Eines der bekanntesten Fahrzeuge dieser Klasse ist der Polaris Sportsman. 1992 wurde das erste Polaris Watercraft hergestellt und in den 1990er Jahren vertrieben. 1997 wurde das erste Modell des Polaris Rangers präsentiert, das zur Kategorie der „Side by Side“-Fahrzeuge  gehört. Ein Jahr später folgte die Markteinführung der Motorradmarke Victory in den Vereinigten Staaten, die von einem Tochterunternehmen mit Sitz in Spirit Lake (Iowa) produziert wird. 2005 beteiligte sich Polaris an dem österreichischen Motorfahrzeughersteller KTM Power Sports.
2010 hatte Polaris Industries einen Jahresumsatz von 1,99 Mrd. US-Dollar. Gemessen in Vollzeitäquivalenten sind etwa 3000 Mitarbeiter beschäftigt.
Im Januar 2022 wurden Global Electric Motorcars und Taylor-Dunn Manufacturing in eine neu gebildete unabhängige Gesellschaft namens Waev Inc. ausgegliedert.

## Weitere Fahrzeugtypen

### Militärfahrzeuge

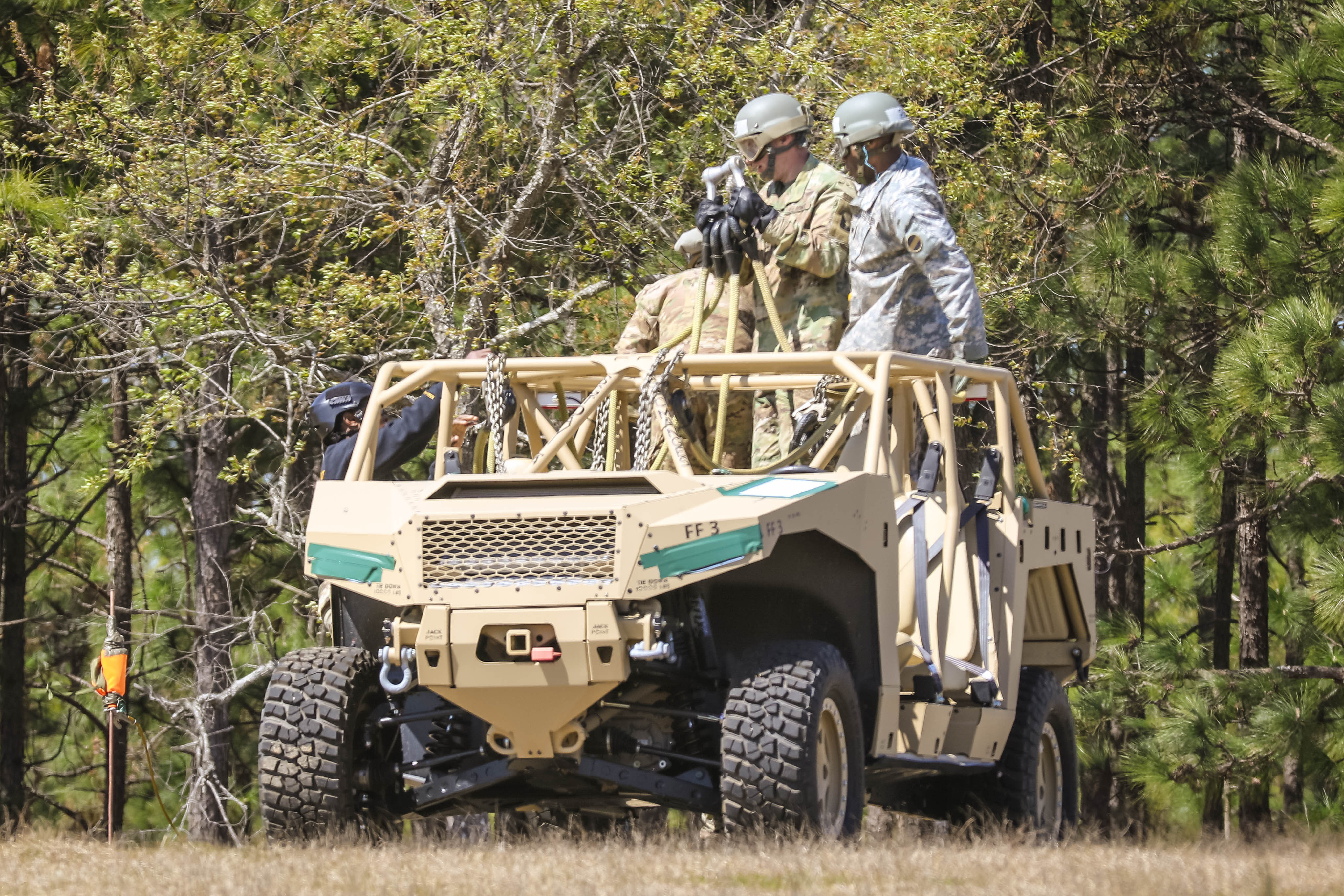
Polaris DAGOR bei Vorbereitung zum Hubschraubertransport

Militärfahrzeuge betreut der Geschäftsbereich Polaris Government and Defense. Im Wesentlichen basieren die Fahrzeuge auf den Baureihen MRZR (Zweisitzer) und DAGOR (Viersitzer). Etliche Streitkräften und Spezialeinheiten nutzen diese Fahrzeuge, wobei die Ausstattungsdetails unterschiedlich sind. Von der Bundeswehr wird eine viersitzige Variante genutzt, die dort als LL UTV (Leichtes luftlandefähiges Utility Terrain Vehicle) bezeichnet wird.

### Motorräder
Die Motorradmarke Victory wurde 1998 von Polaris gegründet und nach 18 Jahren Anfang Januar 2017 eingestellt, da die Marke Indian erfolgreicher war. 2005 wurde eine Minderheitsbeteiligung an dem österreichischen Motorradhersteller KTM erworben, die 2007 aufgegeben wurde, nachdem Polaris dort nicht Mehrheitsaktionär werden konnte. 
2011 erwarb Polaris den U.S.amerikanischen Motorradhersteller Indian. Die Motorradmarke Indian wurde danach fortgeführt. 2010 kaufte Polaris die Rennmotoren-Abteilung der Burgdorfer Swissauto Wenko AG, um sein Motoren-Know-how zu stärken.

### Elektrofahrzeuge
Im Jahr 2011 kaufte sich Polaris in mehrere Hersteller von Elektrofahrzeugen ein. An der Brammo Inc. in Ashland (Oregon), die sich seit 2008 auf Elektrofahrzeuge spezialisierte, wurde eine Beteiligung erworben. Dieses Unternehmen hatte 2009 das Elektromotorrad Brammo Enertia auf den Markt gebracht. Im Januar 2015 übernahm Polaris von Brammo deren gesamte Motorradsparte. Das Modell Empulse wurde unter der Marke Victory weiterproduziert. Beginnend mit dem 30. September 2020 gingen ZERO Motorcycles und Polaris Inc. eine zehnjährige Partnerschaft zur gemeinsamen Entwicklung von Elektrofahrzeugen ein.
Im Juni 2011 übernahm Polaris den Hersteller Global Electric Motorcars (GEM) mit Sitz in Fargo (North Dakota). GEM war im Jahr 2015 mit bis dahin 50.000 produzierten Fahrzeugen einer der führenden Hersteller von Leichtelektromobilen (Neighborhood Electric Vehicles).
Seit 2011 gehört auch der französische Hersteller von kleinen elektrischen Nutzfahrzeugen Goupil Industrie zu Polaris. Goupil Industrie entwickelte seine Fahrzeuge auf der Basis von Gabelstaplern. Das vollelektrisch angetriebene Modell „Goupil G3“ ist nur 110 cm breit, erreicht eine Höchstgeschwindigkeit von 40 km/h und kann, je nach Batteriegewicht, eine Zuladung von 500 bis 700 kg aufnehmen; als Reichweite werden 80 bis 100 km angegeben. Bis 2015 hatte Goupil rund 6000 elektrisch angetriebene Fahrzeuge in Verkehr gebracht. 2015 wurde das Modell „Goupil G5“ (EG L7e) vorgestellt, das mit hybrid-elektrischem Antrieb ausgestattet ist und vollelektrisch betrieben eine Reichweite von 60 km ausweist. 2016 folgte das Modell G4 (als Nachfolger des G3) und 2019 das kleinste Modell G2.  Im Jahr 2020 stellte das Unternehmen den Goupil G6 vor, den bislang größten Elektrotransporter mit einer maximalen Nutzlast von 1200 kg.
2013 wurde der französische Hersteller Aixam übernommen, der Leichtkraftfahrzeuge produziert, darunter das vollelektrische Modell „Mega e-City“.

### Slingshot
Der Polaris Slingshot ist ein 2014 eingeführter Roadster oder ein Motorrad mit zwei Vorderrädern und nur einem Hinterrad.

## Bilder

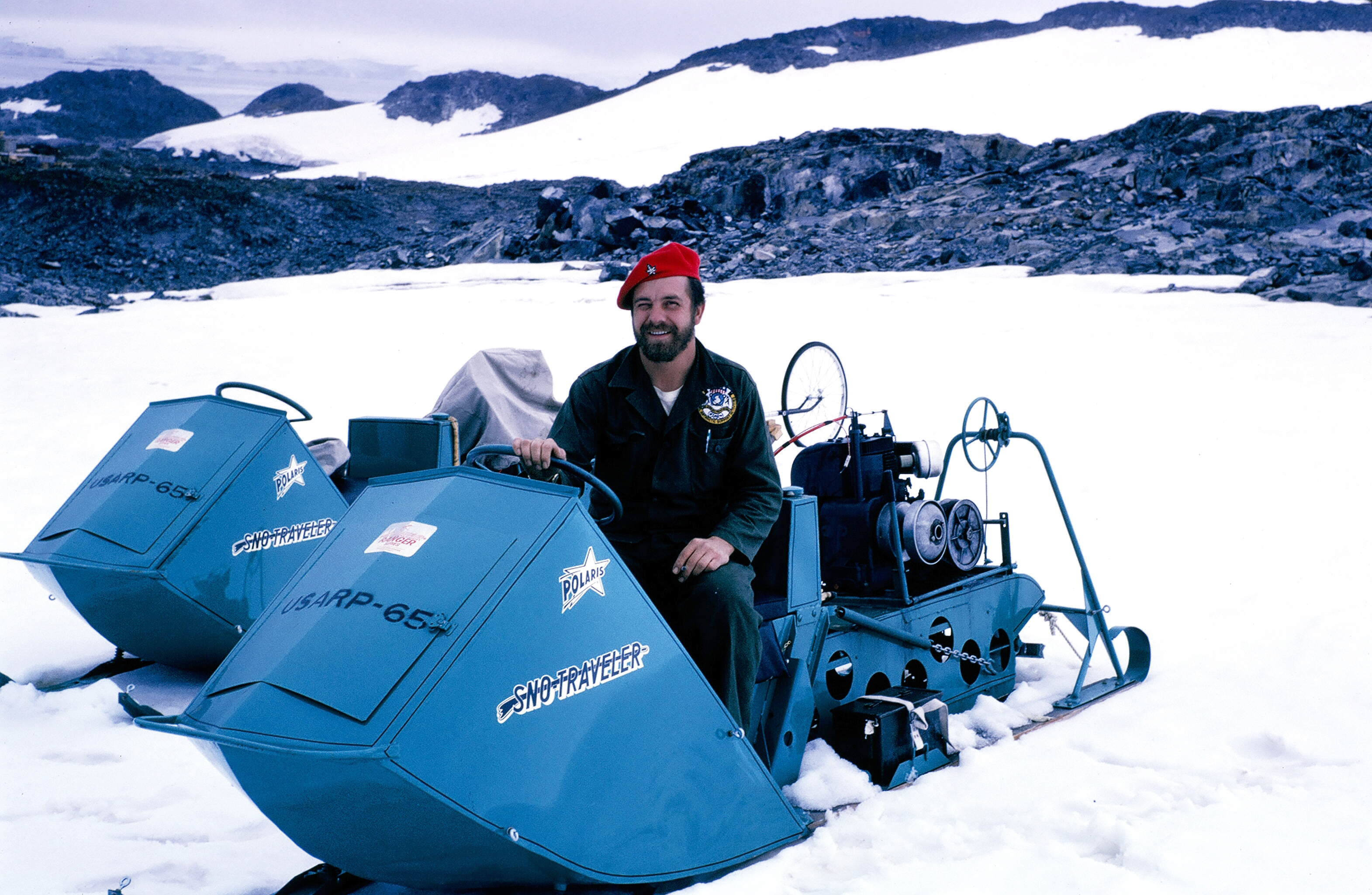
Polaris Sno Traveler (1965)
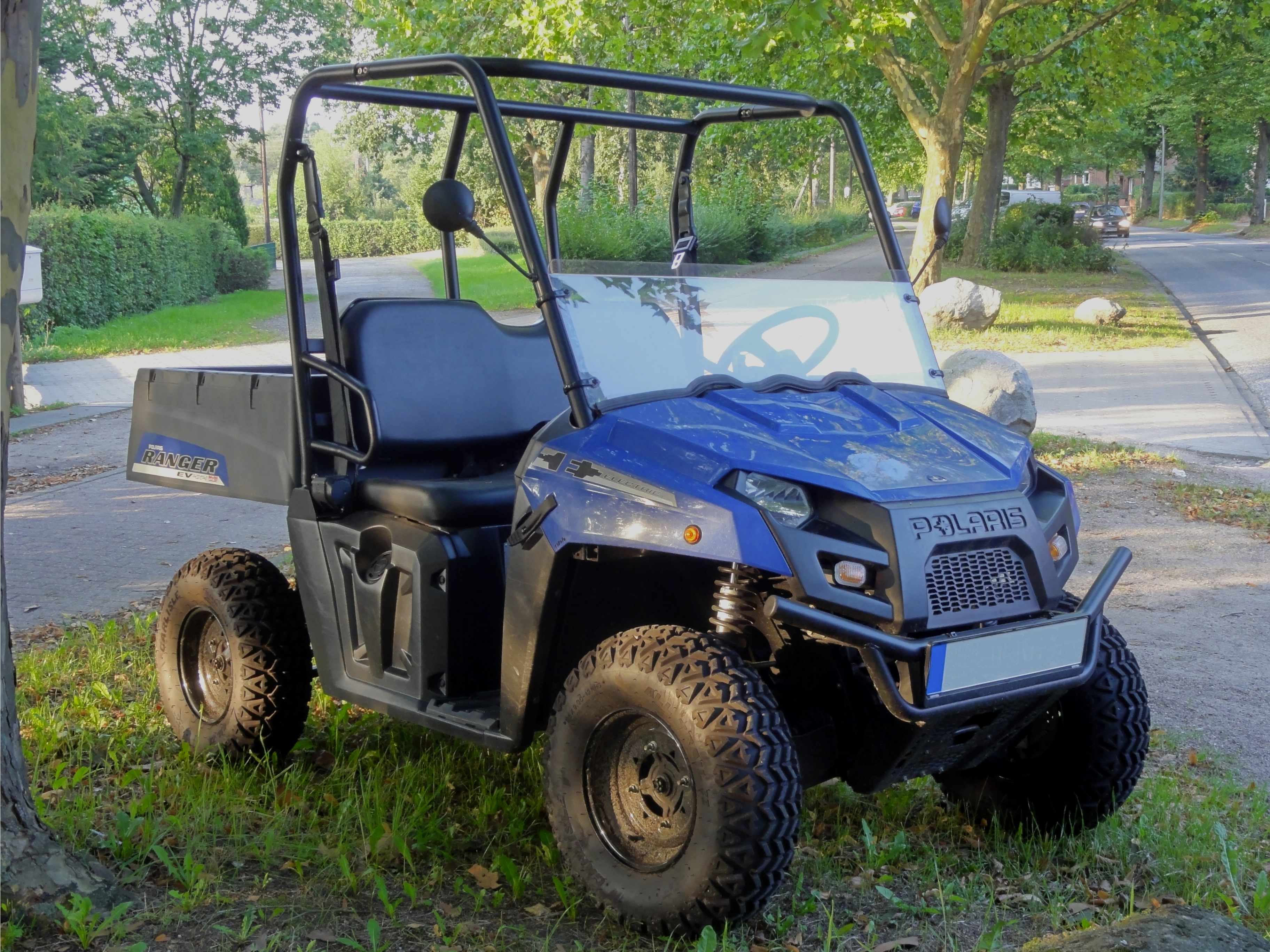
Polaris Ranger EV (Elektro-ATV, 2011)
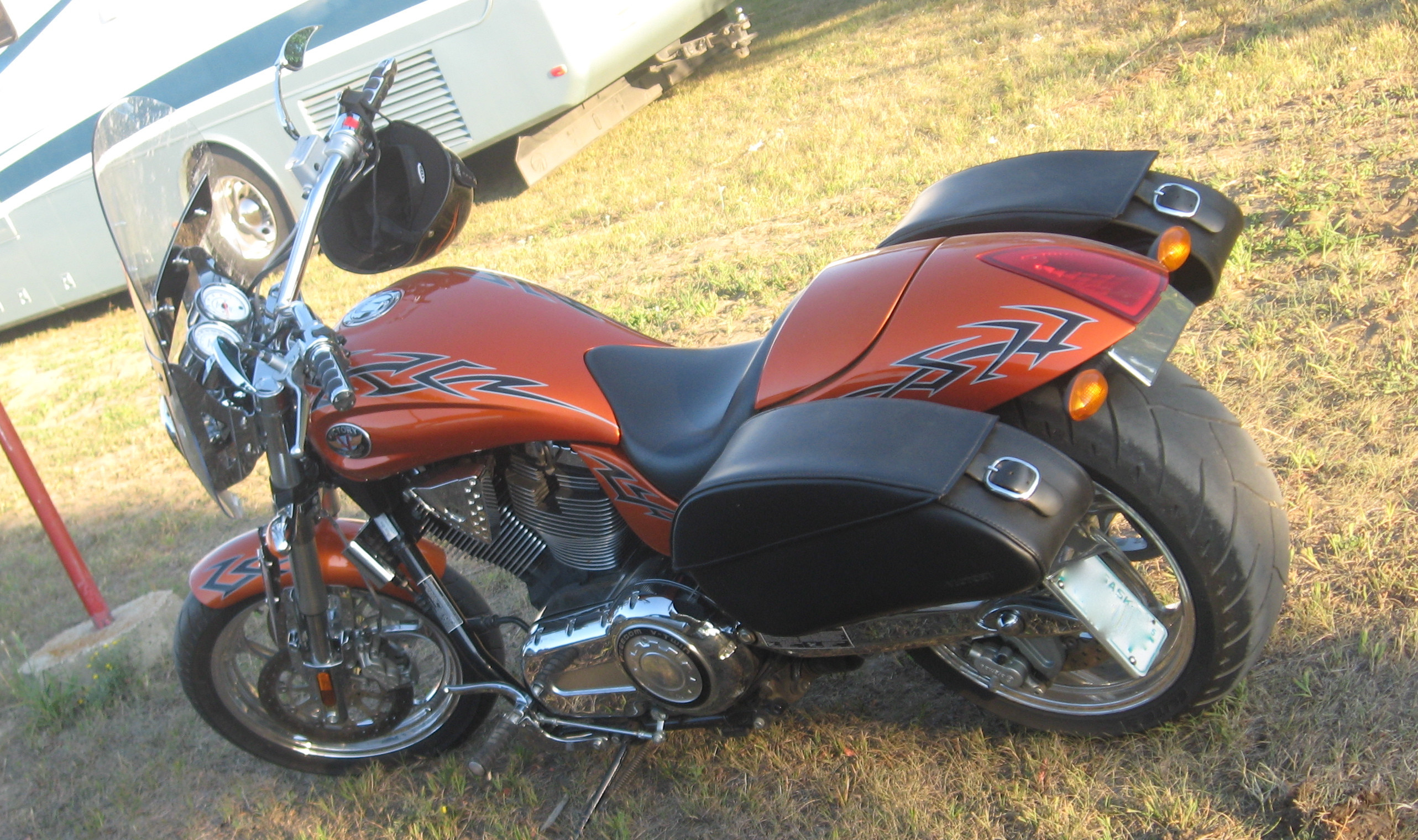
Victory-Motorrad
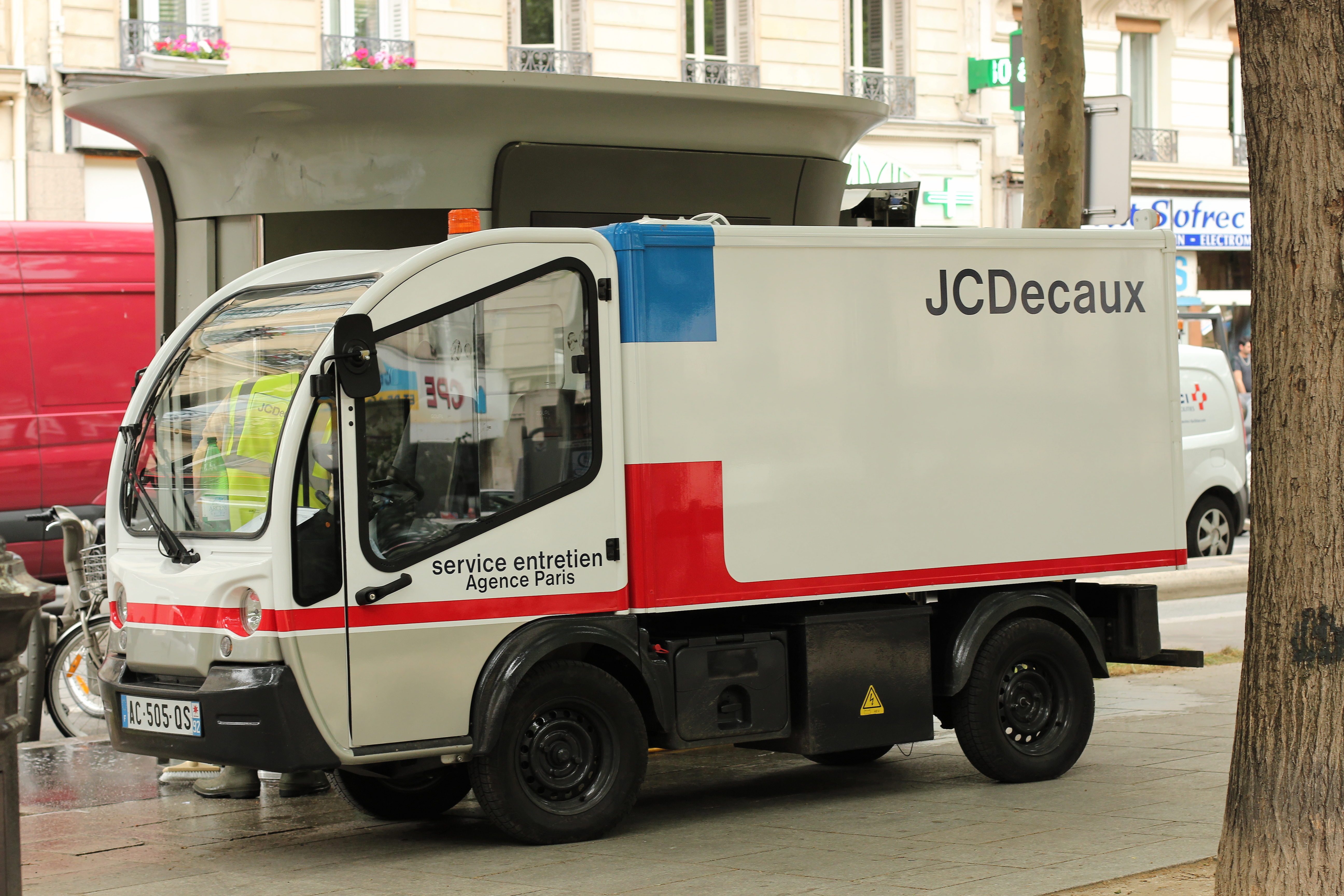
Goupil G3
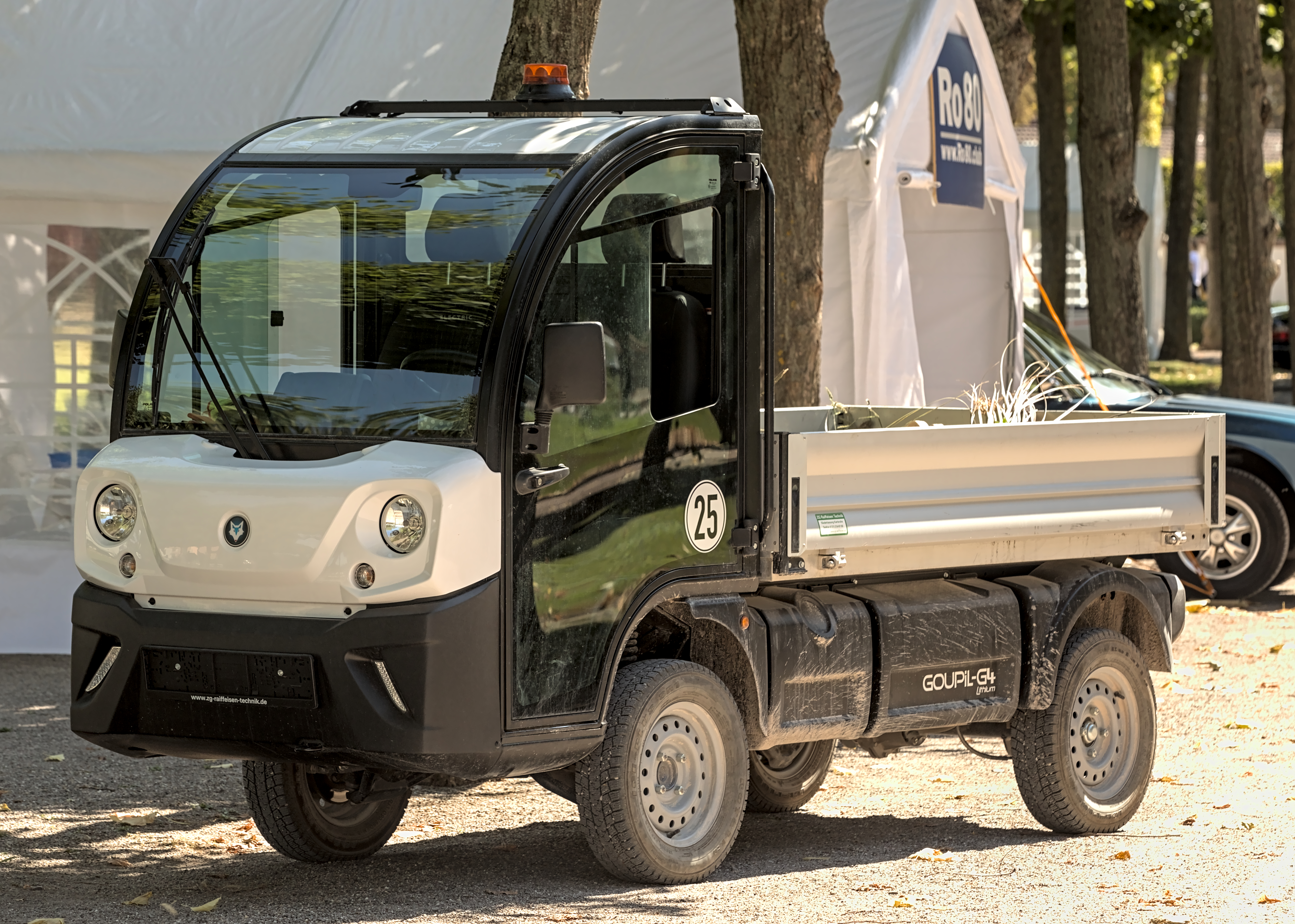
Goupil G4
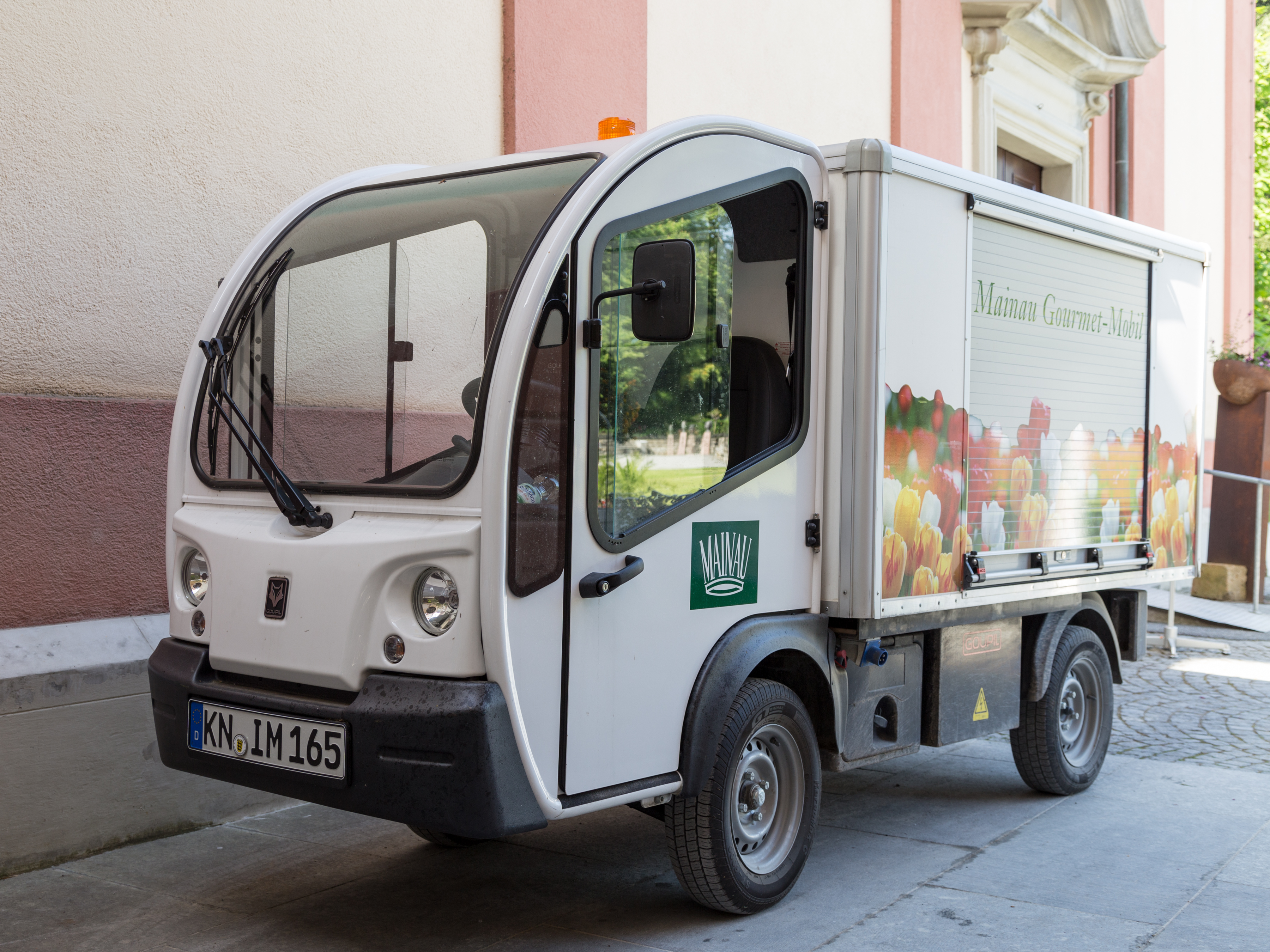
Goupil Elektrotransporter auf der Insel Mainau
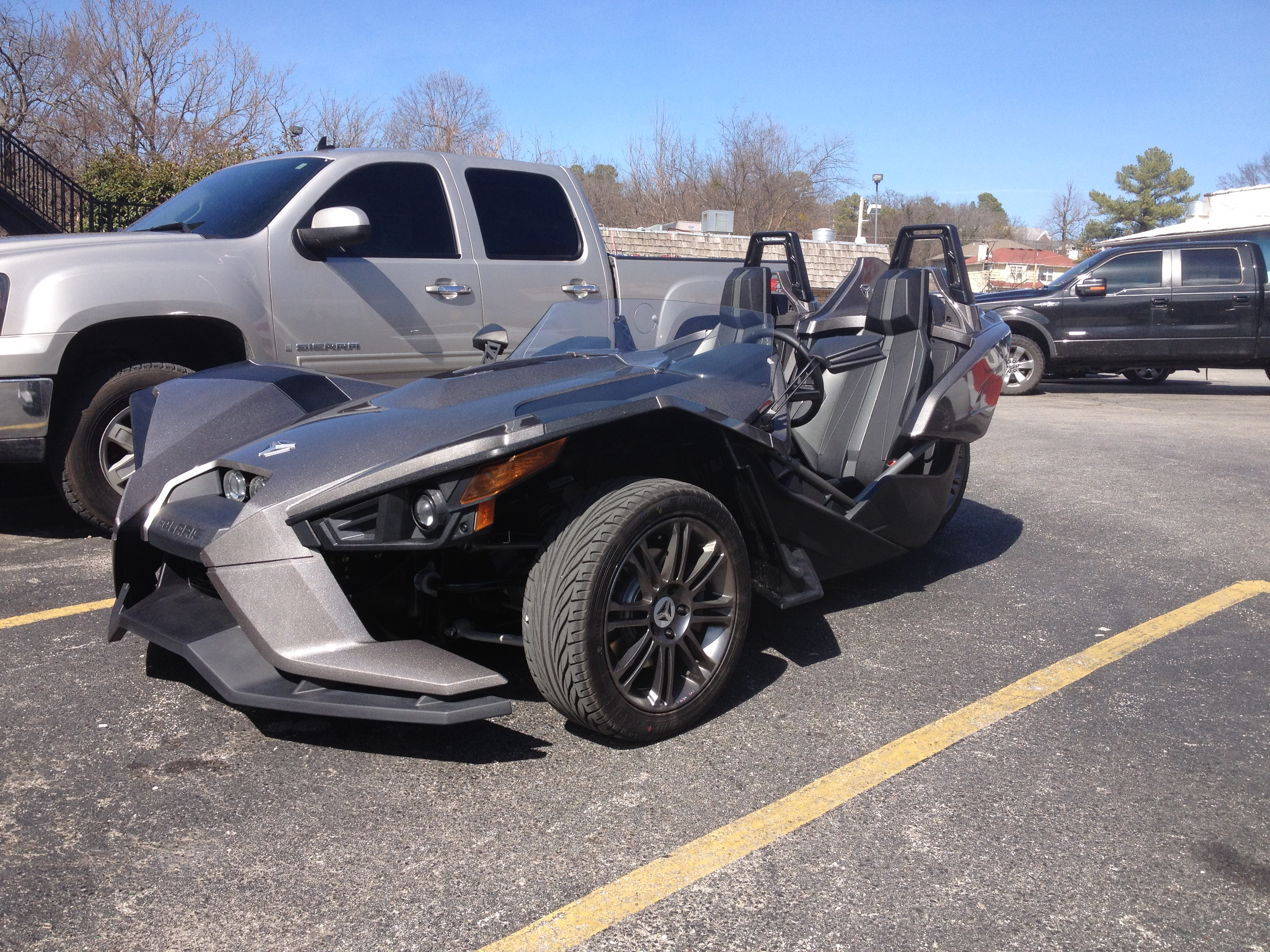
Polaris Slingshot
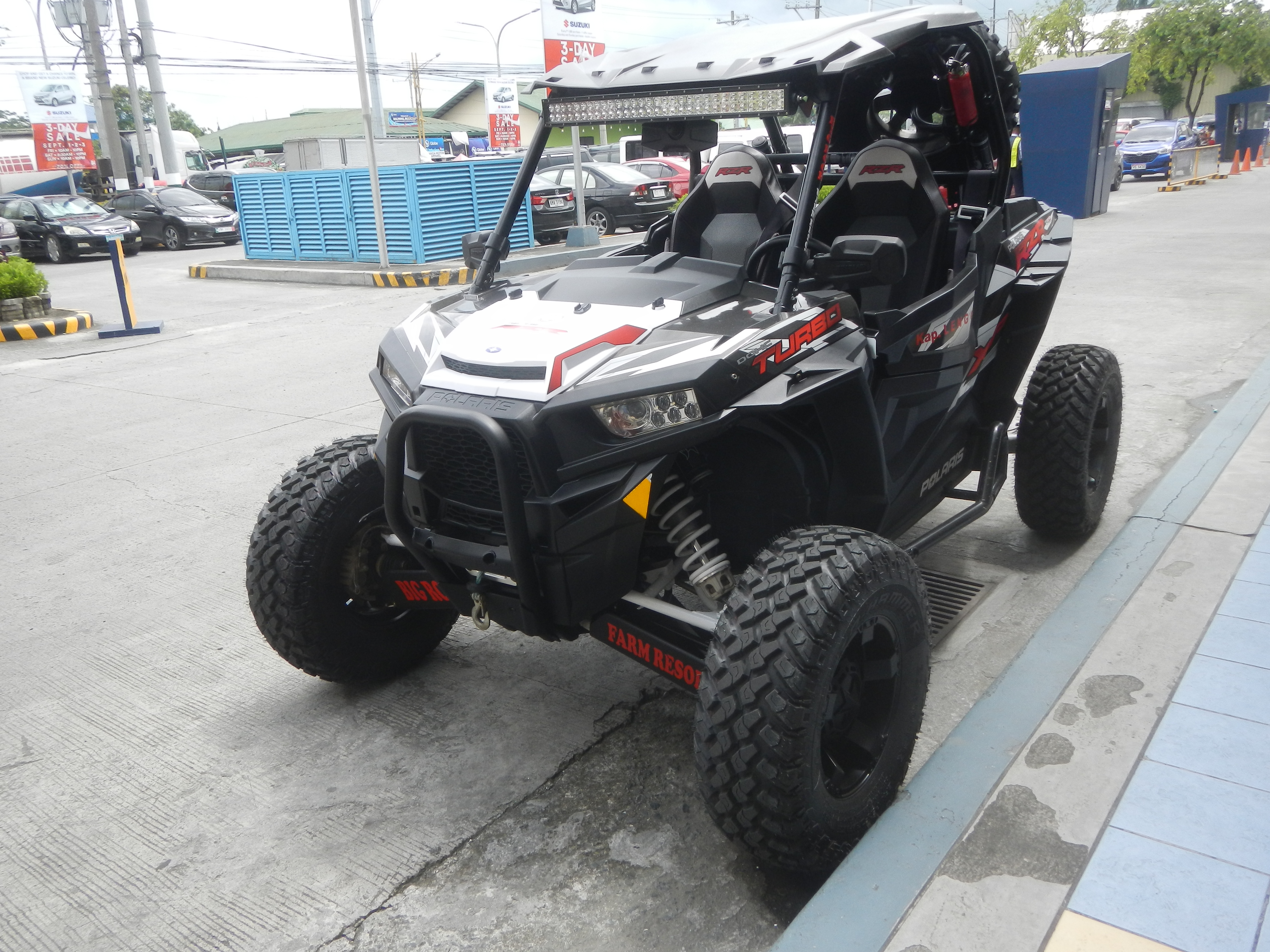
Polaris RZR